# Pierre Louis Jérôme Gustave de Combarieu
Pour les articles homonymes, voir Combarieu.
Pierre Louis Jérôme Gustave de Combarieu est un militaire et homme politique français né le 7 mars 1823 à Lauzerte (Tarn-et-Garonne) et mort le 9 novembre 1897 à La Buisse (Isère).

## Biographie
Entré dans la marine en 1839, il devient capitaine de frégate le 10 août 1862. Il prit sa retraite en 1868. Lors de la guerre de 1870, il fut nommé colonel de mobilisés de l'Isère. Il se trouvait à  l'armée des Vosges, quand il fut élu, le 8 février 1871, représentant de l'Isère à l'Assemblée nationale. Il prit place au centre-gauche, et vota pour la paix, pour l'abrogation des lois d'exil, pour le retour de l'Assemblée à Paris, pour la dissolution, pour l'amendement Wallon, pour les lois constitutionnelles, contre le pouvoir constituant de l'Assemblée et contre le septennat. Il échoua aux élections du 20 février 1876.
Il est fait chevalier de la Légion d'honneur en 1846 et officier du même ordre en 1864.